# Vrtni čubar
Vrtni čubar (vrisak, žlundrica, lat. Satureja hortensis) začin je koji je mirisu i okusu vrlo sličan papru, pa se često upotrebljava u kuhinji kao zamjena za papar. Može ga se pronaći u mješavinama začina pod nazivom provansalske trave (umjesto primorskog vriska). Čubar je porijeklom iz istočnog Sredozemlja i Bliskog istoka. Najveći uzgajivači čubra su Francuska, Španjolska, Njemačka, Kanada i SAD. Raste na sunčanim kamenitim mjestima ili na vapnenom tlu, od brdovitih predjela primorske Hrvatske, sve do morskog pojasa.
Čubar je biljka koja je poznata još od doba starog Rima, a koristila se u kuhinji i medicini. Tada se smatralo da ima afrodizijačka svojstva. Rimske su travarice smatrale da je čubar ljubavna biljka. Grci su mu također pridavali afrodizijačka svojstva.

## Izgled
Čubar je jednogodišnja biljka s jako razvijenim korijenom. Stabljika je visoka do 40 cm, većinom grmoliko razgranjena, s granama koje pri dnu odrvene. Listovi su uski, zatupljeni i po rubu cijeli. Cvjetovi su na kratkoj stapci, čaška je zvonasta, zelene ili ljubičaste boje, cvjetni vjenčić je ljubičaste, ružičaste ili bijele boje, fino pahuljast. Prašnici jedva prelaze preko vjenčića. Biljka širi oko sebe jak i ugodan miris. Čubar ima jak aromatičan okus, sličan majoranu i majčinoj dušici.
Vrijeme cvatnje je od srpnja do rujna. Zanimljivo je da čubar cvijeta dva puta u jednoj sezoni. Čubar raste slobodno u prirodi na kamenitim i šljunčanim obroncima u istočnom Sredozemlju. U srednjoj Europi uzgaja se kao začinska biljka, no tu i tamo kao samonikla biljka raste u blizini polja, na željezničkim nasipima i na grobljima. Za uzgoj su potrebna rahla tla i bogata hranjivim sastojcima. Biljci je jako potrebna toplina, pa su sunčani položaji i prikladni za uzgoj. Čubar je vrlo osjetljiv na mraz. Za sušnog vremena kulturu čubra potrebno je obilno zalijevati, ali samo vodom kojoj je temperatura jednaka temperaturi zraka.

### Srodne vrste
U mediteranskom području srodne vrste su primorski vrisak (Satureja montana) i planinski vrisak (Satureja subspicata). Smatra se da su sve tri vrste sličnog sastava i djelovanja.

## Sastav
Čubar sadrži 2 % eteričnog ulja, ugljikohidrate (54,6 %), celulozu (15,3 %), mineralne materije (8,7 %), bjelančevine (7,1 %) i vitamine A (865 mg/100g). Količinski prevladavajući sastojak eteričnog ulja čubra je timol (29 – 62,6 %), a po koncentraciji su značajni i karvakrol (6,6 – 42,7 %) i p-cimen (4,5 – 30,0 %).